# Palmichal
Palmichal – dystrykt w Kostaryce, w kantonie Acosta, w prowincji San José.

## Geografia
Palmichal ma powierzchnię 34,17 kilometrów kwadratowych i leży na wysokości 1 097 m n.p.m..
Rzeka Tabarcia, jeden z głównych dopływów dorzecza rzeki Parrita, ma swój początek w górach miasta San Pablo, położonego w tym dystrykcie. Te źródła wody San Pablo są ważną atrakcją turystyczną w dystrykcie Palmichal, wraz z pobliskimi plantacjami kawy i cytryny.

## Demografia
Według spisu z 2011 roku dystrykt Palmichal liczył 4 581 mieszkańców.

## Transport

### Transport drogowy
Przez dystrykt Palmichal biegną następujące drogi krajowe:
- Droga krajowa nr 209